# Sagiri Kitao
Sagiri Kitao (* 1972) ist eine japanische Wirtschaftswissenschaftlerin und Hochschullehrerin.

## Werdegang, Forschung und Lehre
Kitao studierte an der Waseda-Universität, an der sie 1996 als Bachelor in Arts in Politikwissenschaft graduierte. Anschließend arbeitete sie drei Jahre für die japanische Niederlassung der Investmentbank Goldman Sachs in Tokio, ehe sie 1999 in die Vereinigten Staaten ging, wo sie ihr Studium an der Harvard Kennedy School fortsetzte. 2001 schloss sie dort als Master in Öffentlicher Verwaltung ab, anschließend wechselte sie zum Ph.D.-Studium in Wirtschaftswissenschaften an die New York University, an der sie im Mai 2007 unter anderem unter dem späteren Nobelpreisträger Thomas Sargent graduierte. Ab August des Jahres war sie als Assistant Professor an der University of Southern California, im September 2009 wechselte sie zur Federal Reserve Bank of New York. 2011 kehrte sie in den akademischen Betrieb zurück und war fortan als Associate Professor am Hunter College der City University of New York angestellt. 2015 kehrte sie nach Japan zurück, als sie an der Keiō-Universität zur ordentlichen Professorin berufen wurde. Im April 2018 folgte sie einem Ruf der Universität Tokio.
Kitaos Arbeitsschwerpunkt liegt im Bereich Makroökonomie, hierbei setzt sie sich insbesondere mit Fragen rund um Arbeitsökonomik, Besteuerung von Einkommen, Sozial-, Kranken- und Invaliditätsversicherung und dem demografischen Wandel auseinander. Für ihre Arbeit wurde sie mehrfach insbesondere mit Forschungsstipendien ausgezeichnet, 2016 erhielt sie als erste Frau in der Geschichte der Auszeichnung den Nakahara Prize.